# Weste
Weste is een gemeente in de Duitse deelstaat Nedersaksen. De gemeente maakt deel uit van de Samtgemeinde Bevensen-Ebstorf in het Landkreis Uelzen.
Weste telt 940 inwoners.
Weste is een agrarisch getint dorp, met als enige bezienswaardigheid van betekenis de toren uit 1841. Daar werd in 1987 een kapel in dezelfde vakwerkstijl naast gebouwd, waarmee een gebouwenensemble uit de 18e eeuw in ere werd hersteld.

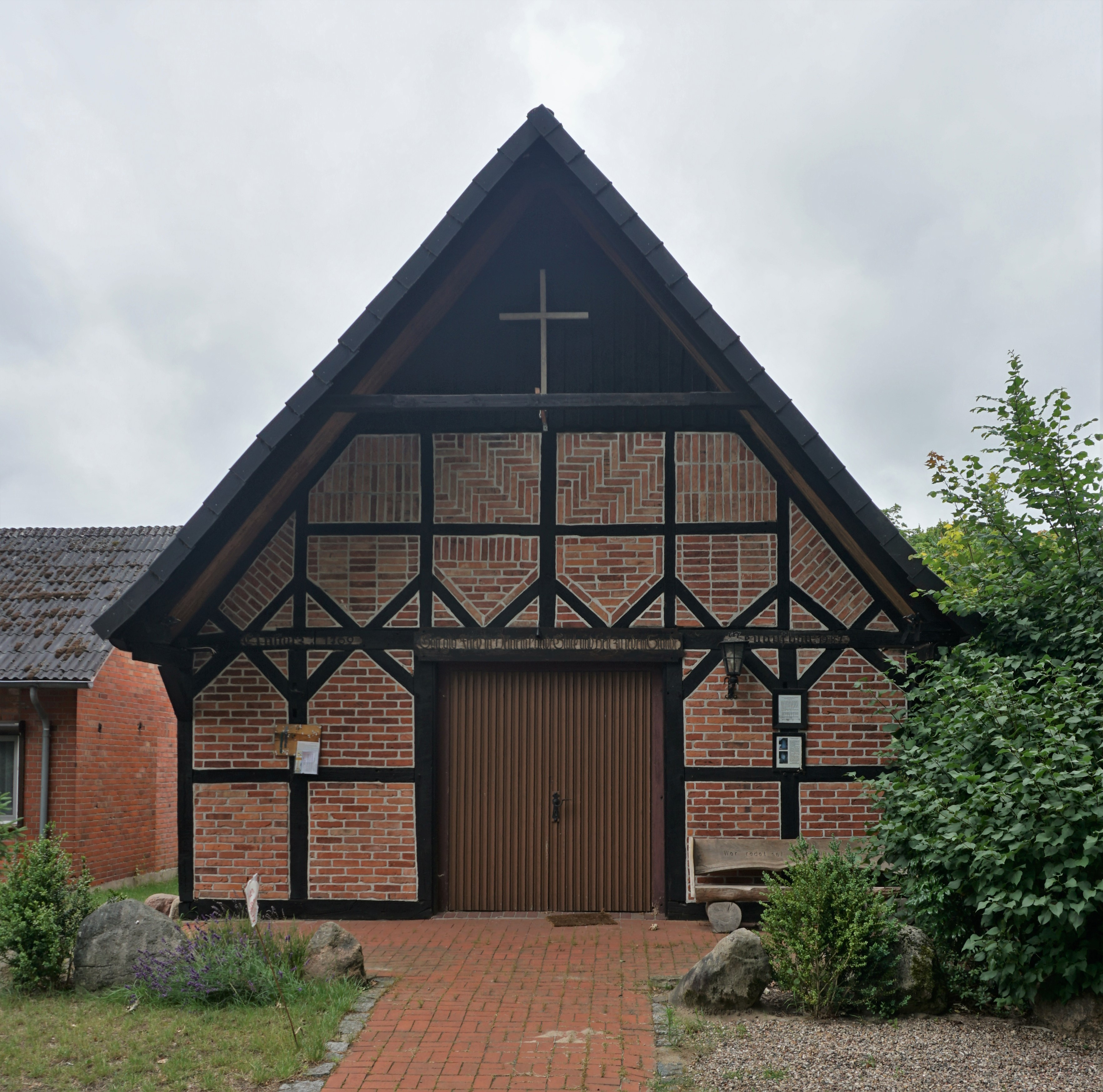
Kapel te Weste (Nedersaksen)
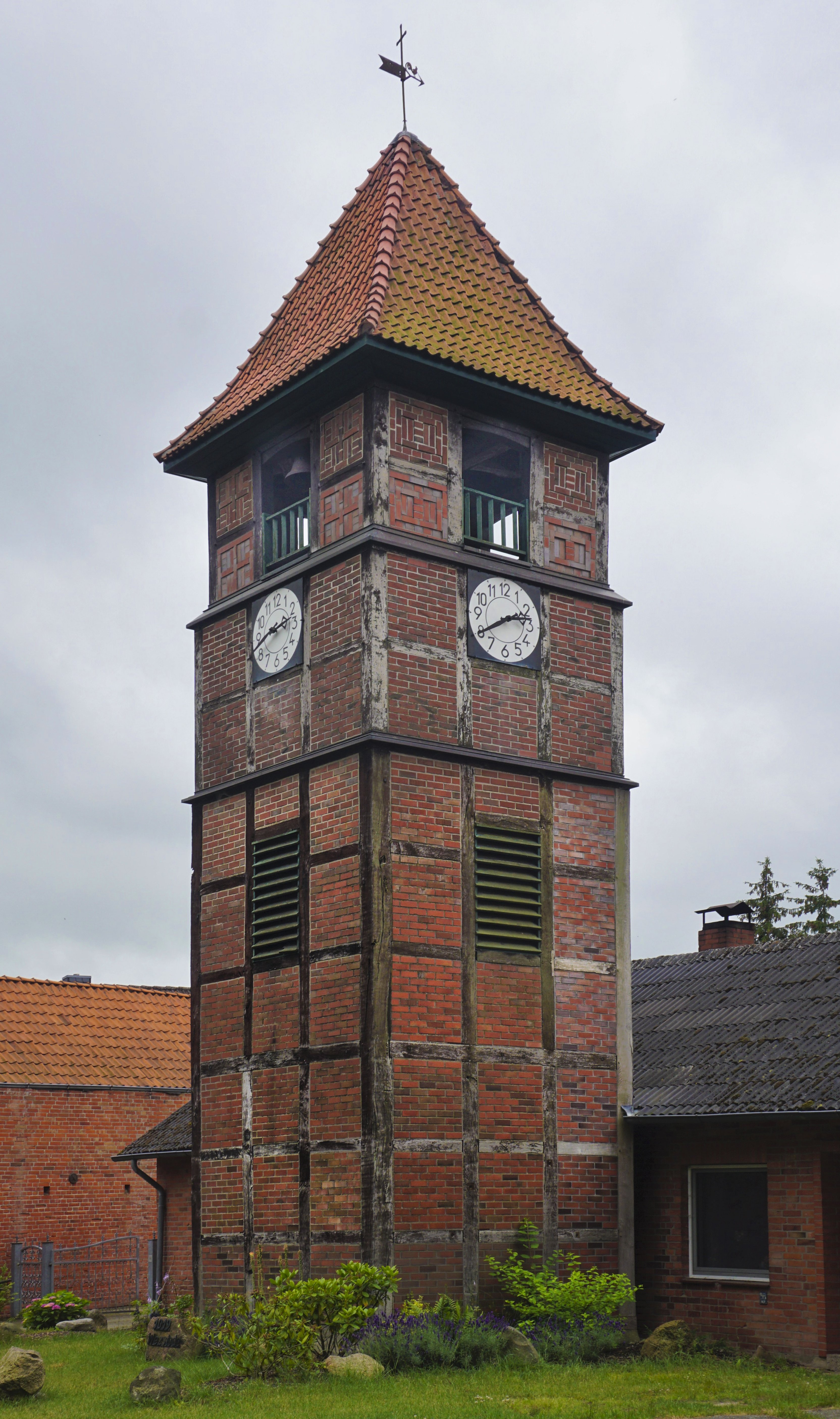
Klokkentoren (1841)

Altenmedingen · 
Bad Bevensen · 
Bad Bodenteich · 
Barum · 
Bienenbüttel · 
Ebstorf · 
Eimke · 
Emmendorf · 
Gerdau · 
Hanstedt · 
Himbergen · 
Jelmstorf · 
Lüder · 
Natendorf · 
Oetzen · 
Rätzlingen · 
Römstedt · 
Rosche · 
Schwienau · 
Soltendieck · 
Stoetze · 
Suderburg · 
Suhlendorf · 
Uelzen · 
Weste · 
Wrestedt · 
Wriedel